# Leucostegia mac
Leucostegia mac là một loài dương xỉ trong họ Hypodematiaceae. Loài này được Gillivrayi Fourn. mô tả khoa học đầu tiên năm 1873.
Danh pháp khoa học của loài này chưa được làm sáng tỏ. 